# Círculo cromático

O Círculo Cromático é uma representação em círculo das cores percebidas pelo olho humano. Ele é composto por 12 cores: as três primárias, as três secundárias e as seis terciárias. Este instrumento um guia rápido de identificação das cores complementares, das análogas, das meio-complementares, e de outras combinações harmónicas possíveis. Ele nos ajuda a descobrir combinações, comparações, etc.

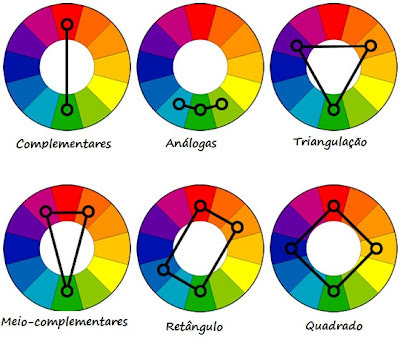
Combinações harmônicas

Classificação das cores que compõem o círculo cromático:
- Cores primárias: azul, vermelho e amarelo.
- Cores secundárias(mistura de duas cores primarias): verde, laranja e roxo/violeta.
- Cores terciárias(mistura de duas cores secundárias): vermelho-arroxeado, vermelho-alaranjado, amarelo-alaranjado, amarelo-esverdeado, azul-esverdeado, azul-arroxeado.

A partir das 12 cores do círculo, além das cores branca e preta, uma infinita quantidade de cores pode ser formada, com diferentes tonalidades e saturações. 

### Criador do círculo cromático
As experiências de Isaac Newton com luz e cor na década de 1660 levaram à criação do círculo cromático. Newton passou luz branca através de um prisma, dispersando-a no espectro de cores visíveis. Ele então organizou essas cores em um formato circular, estabelecendo uma relação sistemática entre elas. Essa disposição tornou-se fundamental nos campos da arte e do design, oferecendo uma ferramenta visual para entender e ensinar a teoria das cores, incluindo os conceitos de cores primárias, secundárias e complementares.

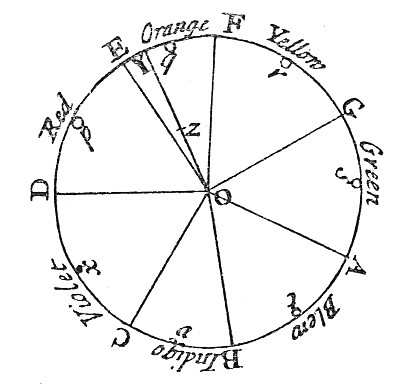
Círculo cromático de Newton

### Como utilizar o círculo cromático
O círculo facilita criação de combinações de cores para diferentes propósitos. Aqui estão algumas dessas combinações:

#### Cores Complementares
Cores complementares são as que estão opostas no circulo, por exemplo vermelho e verde. Por estarem em posições opostas, criam um grande contraste, fazendo que cada cor pareça mais vibrante e chame mais atenção.

#### Cores Análogas
Cores análogas são as que estão lado a lado no círculo cromático, como o azul, o azul-verde e o verde. Elas criam uma combinação mais harmônica aos olhos, fazendo com que nenhuma se destaque mais que outra, apenas combinem bem entre si. 

#### Cores Triádicas
Cores triádicas são as que estão em uma mesma distância no círculo, formando um triângulo equilátero. Um exemplo é vermelho, azul e amarelo, que criam uma combinação de três cores harmônica e vibrante.

#### Cores Divididas Complementares
Cores divididas complementares são formadas por uma cor base e duas cores adjacentes à sua complementar. Por exemplo, se a cor base é azul, as cores divididas complementares seriam vermelho-laranja e amarelo-laranja. Essa combinação resulta em um contraste de menor tensão comparado às complementares diretas. 

#### Cores Tétrades
De maneira semelhante às triádicas, as cores tétrades são aquelas que formam um retângulo no círculo cromático, por exemplo, as cores vermelho, verde, azul e laranja. Essa combinação oferece uma relação harmônica entre quatro cores.

#### Cores Monocromáticas
Por fim, combinações com cores monocromáticas são aquelas que possuem a mesma cor, podendo variar em tonalidades e saturações diferentes. Essa combinação permite criar uma relação sutil e elegante.  

Círculo cromático

1. ↑  Furtado, André (2009). «Introdução a teoria das cores» (PDF). http://www.ufrgs.br/ufrgs/inicial

1. ↑  AnaPaulaNunesdeSiqueiraLopes1JanainaKarinCarolinaAlcântaradeLimaAbreu2Célia Regina Góes Garavello3, AnaPaulaNunesdeSiqueiraLopes1JanainaKarinCarolinaAlcântaradeLimaAbreu2Célia Regina Góes Garavello3 (2023). AIMPORTÂNCIADOESTUDODACOLORIMETRIAPARAAREALIZAÇÃODE PROCEDIMENTOS DE COLORAÇÃO PERMANENTE DOS CABELOS. [S.l.: s.n.]